# Talcy (Loir-et-Cher)
Talcy ist eine französische Gemeinde mit 277 Einwohnern (Stand 1. Januar 2022) im Département Loir-et-Cher in der Region Centre-Val de Loire. Sie befindet sich etwa 20 Kilometer nordöstlich von Blois und liegt damit am äußeren Rand des Loiretals in der fruchtbaren Beauce.

## Geschichte

### Domäne als Ursprung
Talcy wurde 1221, als es eine Seigneurie war, erstmals urkundlich erwähnt. Die Domäne gehörte zu jener Zeit, in die auch die Wurzeln des heutigen Schloss Talcy zurückreichen, der aus Beaugency stammenden Familie St. Lazare.

### Geschichte der Schlossherren
Die eigentliche Geschichte des Schlosses beginnt mit dem florentiner Kaufmann und Bankier Bernhard Salviati, der das Anwesen 1517 erwarb, allerdings ohne herrschaftliche Rechte ausüben zu können. Er stand im Dienste Franz’ I. und war durch Heirat ein Verwandter Katharina von Medicis. Durch Umbauten und Erweiterungen gab er dem Schloss seine heutige äußere Gestalt.
Das mitten im Ort liegende Schloss wirkt nach außen eher schlicht und sehr streng, während der Innenhof dem eines großen Gutes ähnelt. Es ist auch weniger wegen seiner Architektur als vielmehr wegen seiner Bewohnerinnen bekannt geworden. Zwei hübsche Töchter der Besitzerfamilie Salviati gingen als Musen der Schriftsteller Pierre de Ronsard und Théodore Agrippa d’Aubigné in die Literaturgeschichte ein: Cassandre Salviati und ihre Nichte Diane.
1562 spielte das Schloss Talcy für wenige Tage auch eine große Rolle in der französischen Geschichte, denn dort trafen sich am 28. und 29. Juni die Regentin Katharina von Medici und ihr noch unmündiger Sohn Karl IX. mit Vertretern der Hugenotten wie Antoine de Bourbon und Louis I. de Bourbon zur sogenannten Konferenz von Talcy. Während dieses Treffens versuchten die beiden Parteien erfolglos, den Auseinandersetzungen zwischen Katholiken und Hugenotten im französischen Königreich ein Ende zu bereiten.

### Der französische Staat sichert den Bestand
Noch bis 1667 blieb die Anlage im Besitz der Salviatis, später besaßen es drei Generationen der Familie Burgeat. Die letzte Besitzerin war Valentine Stapfer, Schwester des Schweizer Diplomaten Philipp Albert Stapfer. Nachdem sie hochbetagt gestorben war, verkauften die Erben das Anwesen 1933 an den französischen Staat, vereinbarten im Kaufvertrag aber, dass die erhaltenen Möbel, Tapeten und Tapisserien nicht aus dem Schloss entfernt werden durften. Dieser Vertragsklausel verdankt die Anlage ihre außergewöhnlich vollständige Inneneinrichtung.

## Bevölkerungsentwicklung
| Jahr                       | 1962 | 1968 | 1975 | 1982 | 1990 | 1999 | 2010 | 2017 |
| Einwohner                  | 262  | 235  | 223  | 241  | 240  | 247  | 261  | 243  |
| Quellen: Cassini und INSEE |      |      |      |      |      |      |      |      |

## Sehenswürdigkeiten
Direkt neben der Schlossanlage steht die Kirche Saint-Martin, ein einschiffiger Saalbau mit polygonalem Chorschluss aus dem 16. Jahrhundert: Fenster mit Maßwerk im Flamboyant-Stil; Glocken aus dem 16. Jahrhundert; Altar und Altarbild aus dem 18. Jahrhundert.
In der Umgebung von Talcy gibt es den „Menhir de la Sixtre“. Außerdem finden sich Reste von Bauten aus gallo-römischer Zeit. Am Ortseingang steht eine erhaltene, für die Region typische Windmühle.

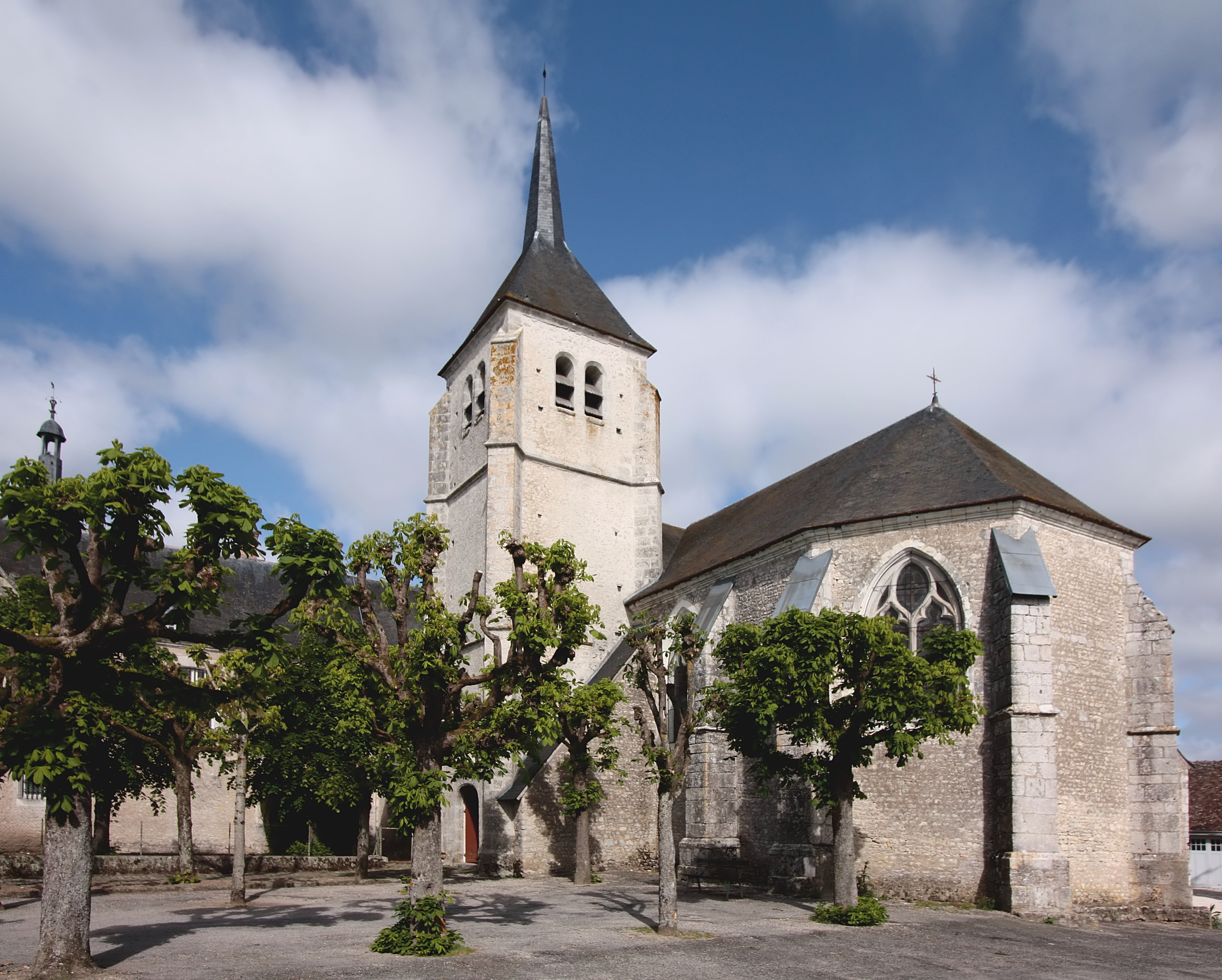
Kirche Saint-Martin
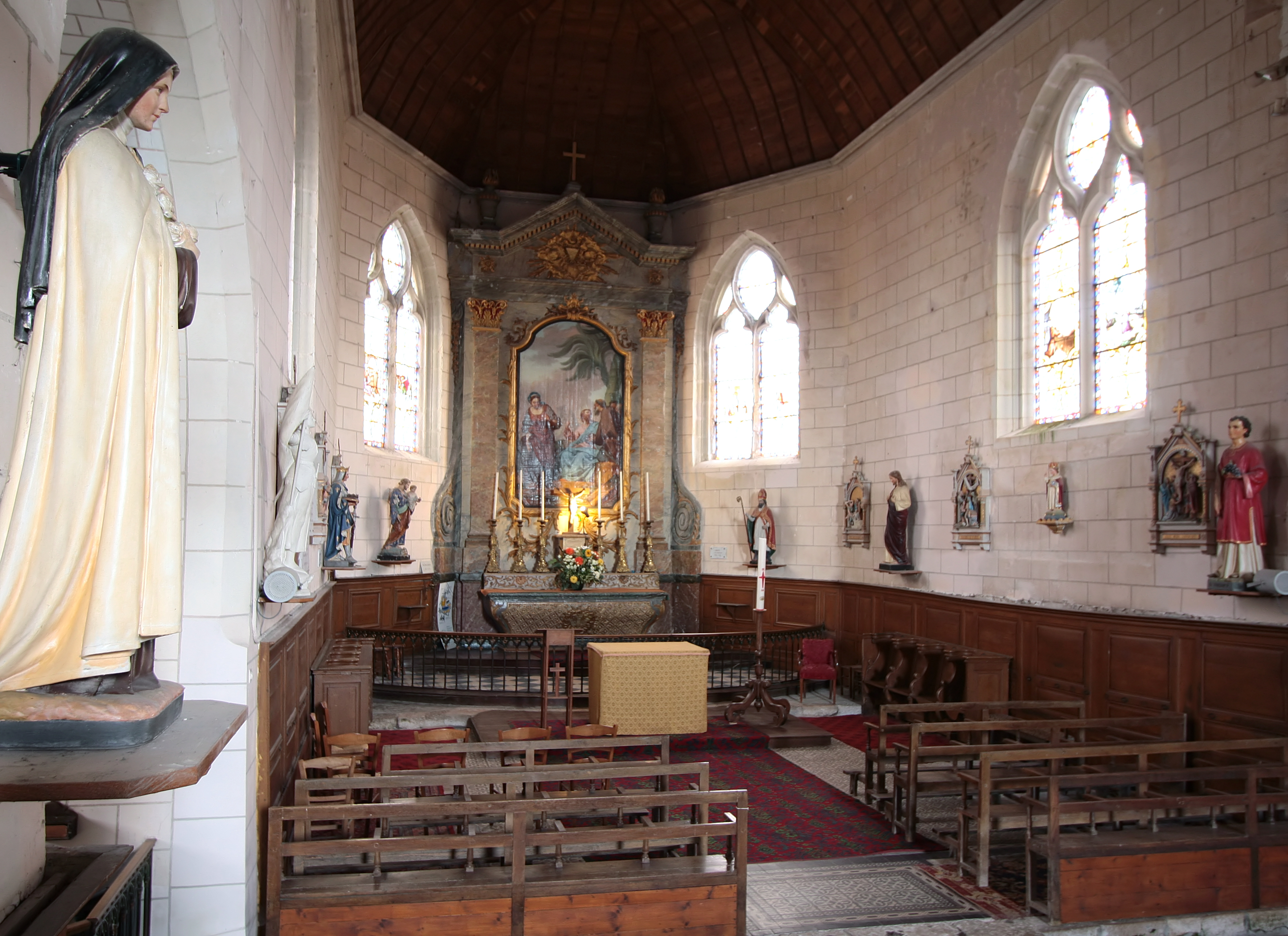
Kirche Saint-Martin – Innenraum
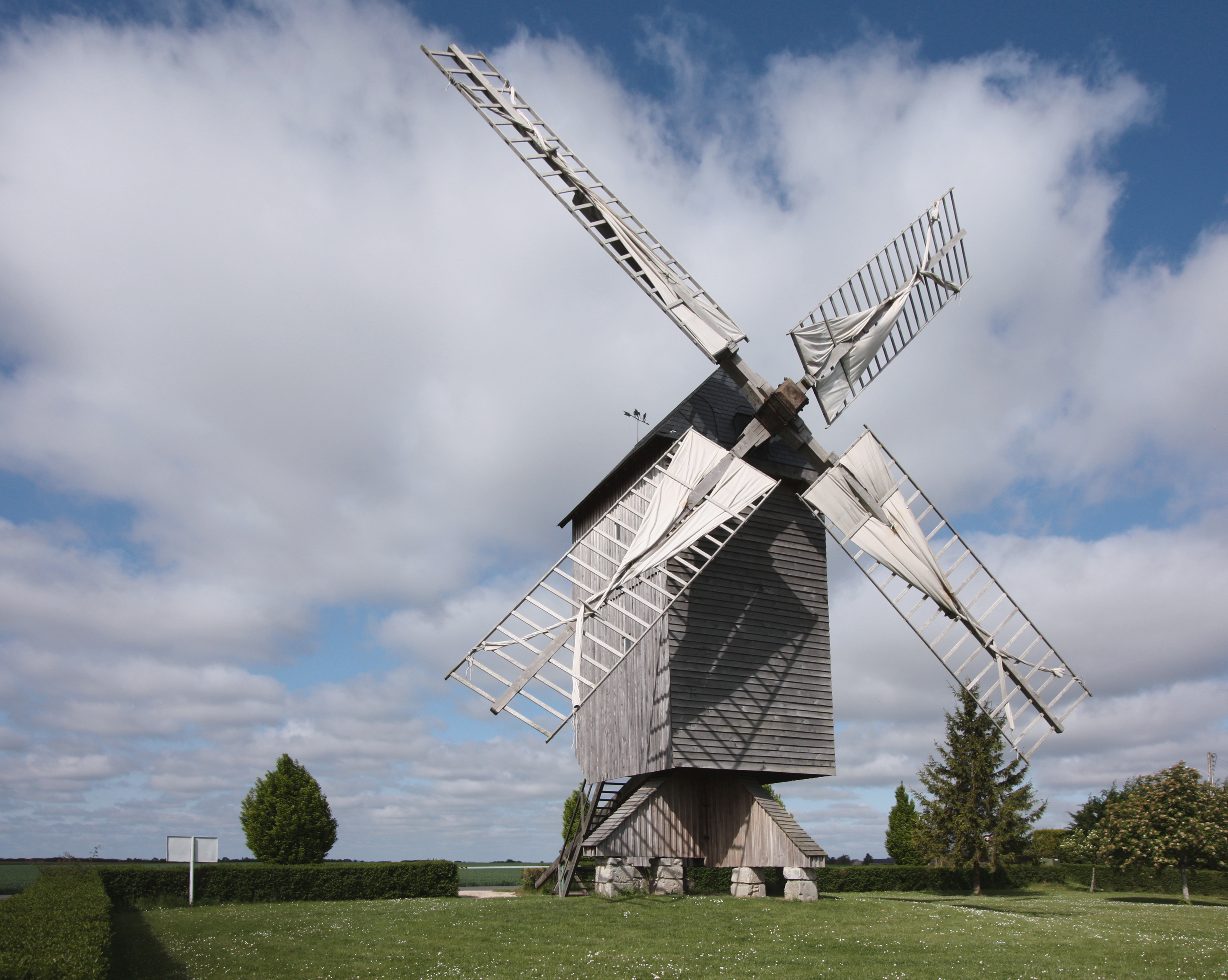
Erhaltene Windmühle